# Marathon van Wenen 1985
De marathon van Wenen 1985 vond plaats op zondag 31 maart 1985 in Wenen. Het was de tweede editie van deze wedstrijd.
Bij de mannen zegevierde Gerhard Hartmann uit Oostenrijk. Hij finishte in 2:14.59, een verbetering van het Oostenrijkse record op de marathon dat hij hier zelf een jaar eerder had gevestigd. Op de finish had hij een ruime minuut voorsprong op de Deen Johan Skovbjerg. Bij de vrouwen zegevierde Elena Tsukhlo uit de Sovjet-Unie. Met haar tijd van 2:39.01 verbeterde zij het parcoursrecord.
In totaal finishten er 1967 hardlopers, waarvan 1885 mannen en 82 vrouwen.

## Uitslagen

### Mannen
| rang   | naam                  | land | tijd    |
| ------ | --------------------- | ---- | ------- |
| Goud   | Gerhard Hartmann      | AUT  | 2:14.59 |
| Zilver | Johan Skovbjerg       | DEN  | 2:16.00 |
| Brons  | Czeslaw Wilczewski    | POL  | 2:16.05 |
| 4      | Willy Vanhuylenbroeck | BEL  | 2:17.06 |
| 5      | Jürgen Hüsemann       | GER  | 2:17.11 |
| 6      | Zenon Poniatowski     | POL  | 2:19.26 |
| 7      | Miroslaw Rudnicki     | POL  | 2:19.55 |

### Vrouwen
| rang   | naam                 | land | tijd    |
| ------ | -------------------- | ---- | ------- |
| Goud   | Elena Tsukhlo        | URS  | 2:39.01 |
| Zilver | Henrietta Fina       | AUT  | 2:40.42 |
| Brons  | Malgorzata Szuminska | POL  | 2:40.53 |
| 4      | Emoke Horvath        | HUN  | 2:48.08 |

1984 ·
1985 ·
1986 ·
1987 ·
1988 ·
1989 ·
1990 ·
1991 ·
1992 ·
1993 ·
1994 ·
1995 ·
1996 ·
1997 ·
1998 ·
1999 ·
2000 ·
2001 ·
2002 ·
2003 ·
2004 ·
2005 ·
2006 ·
2007 ·
2008 ·
2009 ·
2010 ·
2011 · 
2012 ·
2013 ·
2014 ·
2015 ·
2016 ·
2017 ·
2018 ·
2019 ·
2020 ·
2021 ·
2022 ·
2023 ·
2024